# 正栄院
正栄院（せいえいいん、生年不詳 - 天正20年6月18日（1592年7月26日））は、安土桃山時代の女性。名は牟須（むす）。初め武田氏の旧臣である三井弥一郎の正室、後に徳川家康の側室。子に三井吉正。

## 生涯
出自は不明。武田家家臣である三井氏の娘とされる事があるが、これは夫（三井弥一郎）の名字である。
天正12年（1584年）、夫の弥一郎が小牧・長久手の戦いで戦死する。
天正15年（1587年）、まだ幼い吉正を連れて大奥奉公に出る。
家康の深い寵愛を受け、数多いる側室の中から特別にお気に入りの「三人衆」として扱われたとされる。
天正20年（1592年）には朝鮮派兵により肥前国の名護屋城の本陣に詰めることとなった家康に供奉し、同年6月18日に名護屋において出産するも難産のため母子ともに没する。戒名は正栄院殿感譽昌光大姉。墓所は佐賀県唐津市にある浄泰寺とされるが定かではない。